# Tatiana Calderón
Tatiana Calderón Noguera, född 10 mars 1993 i Bogotá, är en colombiansk racerförare. 
Calderón är en av få kvinnliga förare inom formelserien och tävlade senast i FIA Formula Two Championship säsongen 2019 för BWT Arden. Hon är idag testförare för Alfa Romeo F1, och kör för Drago Corse i Super Formula 2021 samt för Richard Mille Racing i FIA World Endurance Championship 2021.

## Uppväxt
Tatiana Calderón Noguera föddes i Colombias huvudstad Bogotá den 10 mars 1993 till fadern Alberto Calderón Palau och modern María Clara Noguera Calderón. Alberto är kusin till Juan Manuel Santos, en före detta colombiansk president. Båda föräldrarna till Tatiana driver en bilbutik tillsammans i Bogotá.
Calderón började köra karting redan nio år gammal och var den första kvinnliga racerföraren att vinna den nationella tävlingen i både Colombia och USA. Calderón var den första kvinnliga föraren att stå på podiet i brittiska FIA Formel 3 International Series samt första kvinnliga föraren att leda ett varv i FIA Formel 3 Europeiska mästerskapet. Från 2016 till 2018 tävlade hon i GP3-serien och senare deltog hon i Formel 2 mästerskapet under säsongen 2019 för BWT Arden. Calderón är även både test- men också utvecklingsförare för Alfa Romeo F1.

## Racingkarriär

### GP3
I slutet av 2014 blev Susie Wolff mentor till Tatiana och därefter signerades Tatiana till Carlin Motorsport för det Europeiska mästerskapet av Formel 3 under säsongen 2015.
Calderón ledde det tredje loppet av säsongen vid Circuit de Spa-Francorchamps och blev därmed den första kvinnliga racerföraren att leda ett lopp i serien. Hon körde inte hem några poäng under säsongen.

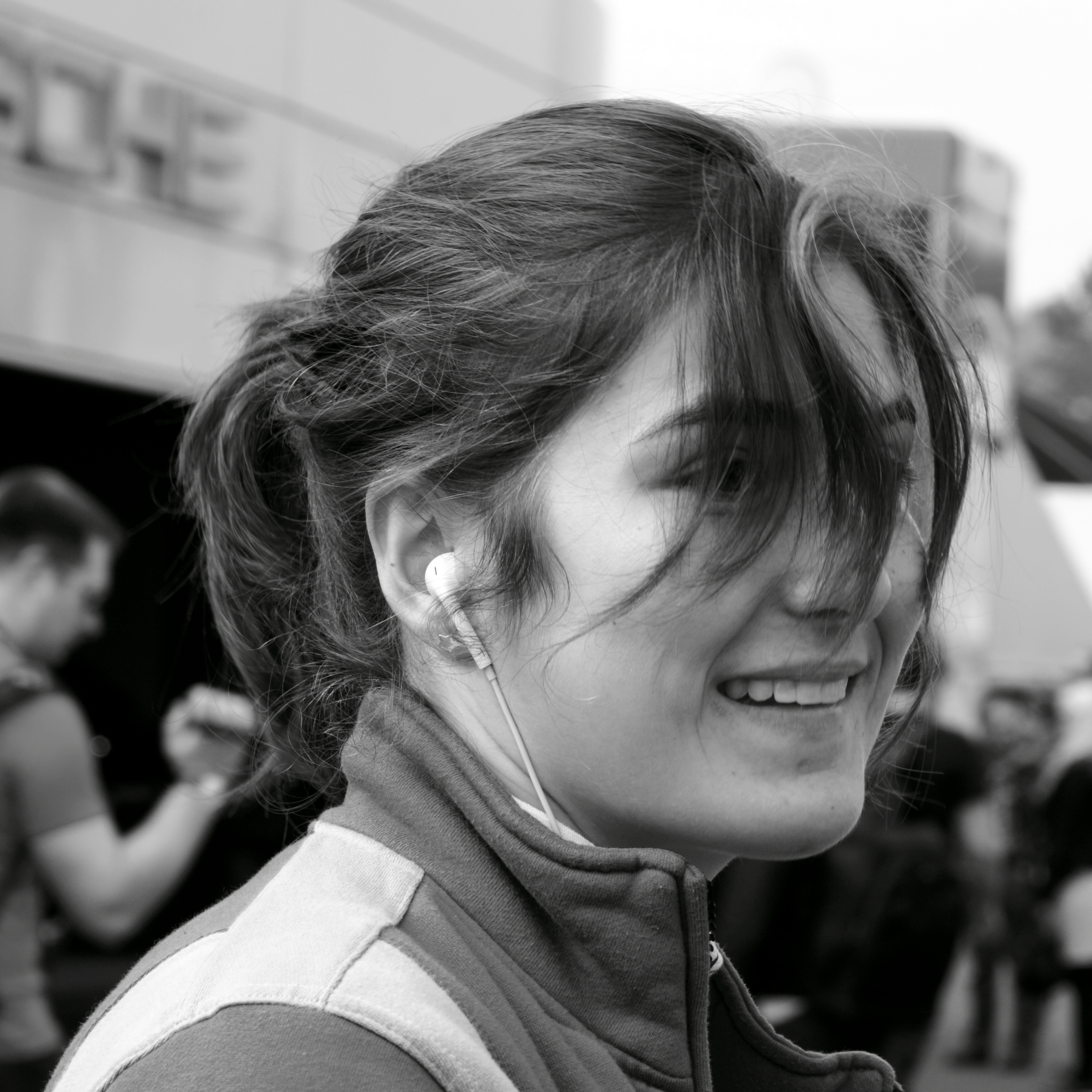
Calderón som Carlinförare 2015

Calderón körde under 2015-2016 säsongen i MRF Challenge Formula 2000 Championship för MRF Racing, där hon blev känd för sin riskfyllda omkörning. Hon hamnade konstant i topp-5 vid loppen och vann Dubai Autodrome samt hamnade bakom Pietro Fittipaldi i poängställningen.

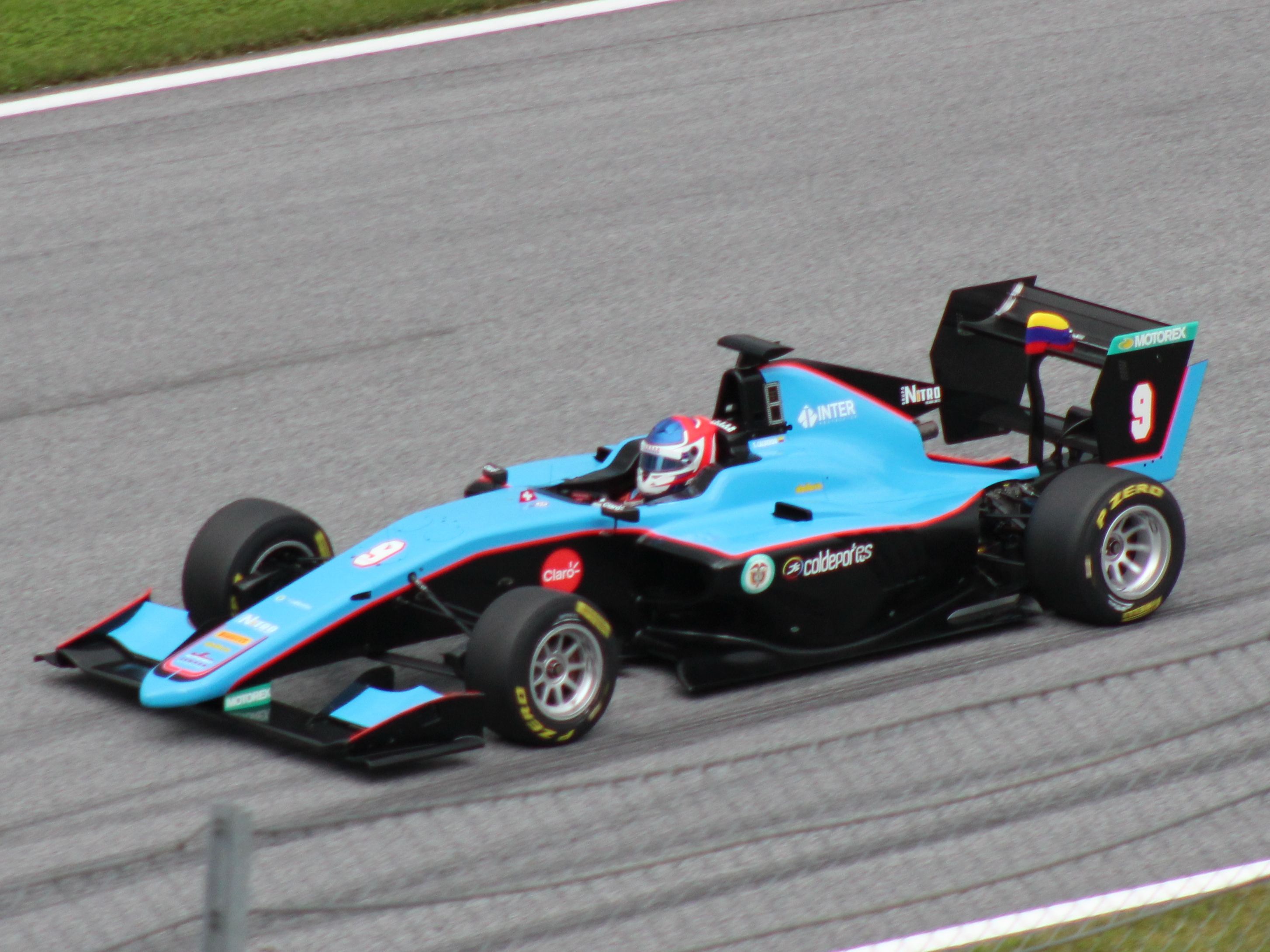
Calderón för Jenzer Motorsport vid Red Bull Ring 2018.

### Formel 2 och Formel 1
Calderón körde för Arden Motorsports i Formel 2 mästerskapet under säsongen 2019 och blev den första kvinnliga föraren att köra i serien. Dåvarande Sauber F1 som senare bytte namn till Alfa Romeo F1 valde att behålla henne som testförare under säsongen. I den andra ronden av Bakus Grand Prix blev Calderón den första kvinnliga föraren att leda det första varvet i Formel 2. Calderóns bästa resultat var en elfte plats vid Circuit Paul Ricard och hamnade på 22 plats i poängmästerskapet med inga poäng inkörda.
I säsongen 2020 kom Calderón till att köra för Richard Mille Racing i FIA World Endurance Championship tillsammans med Sophia Flörsch och Beitske Visser. Calderón slutade på en 11:e plats i förarmästerskapet med 19 1⁄2 poäng och hamnade på 23 plats i Super Formula mästerskapet med noll poäng. I säsongen 2021 stod det färdigt att Calderón skulle fortsätta köra FIA World Endurance Championship tillsammans med Flörsch och Visser.

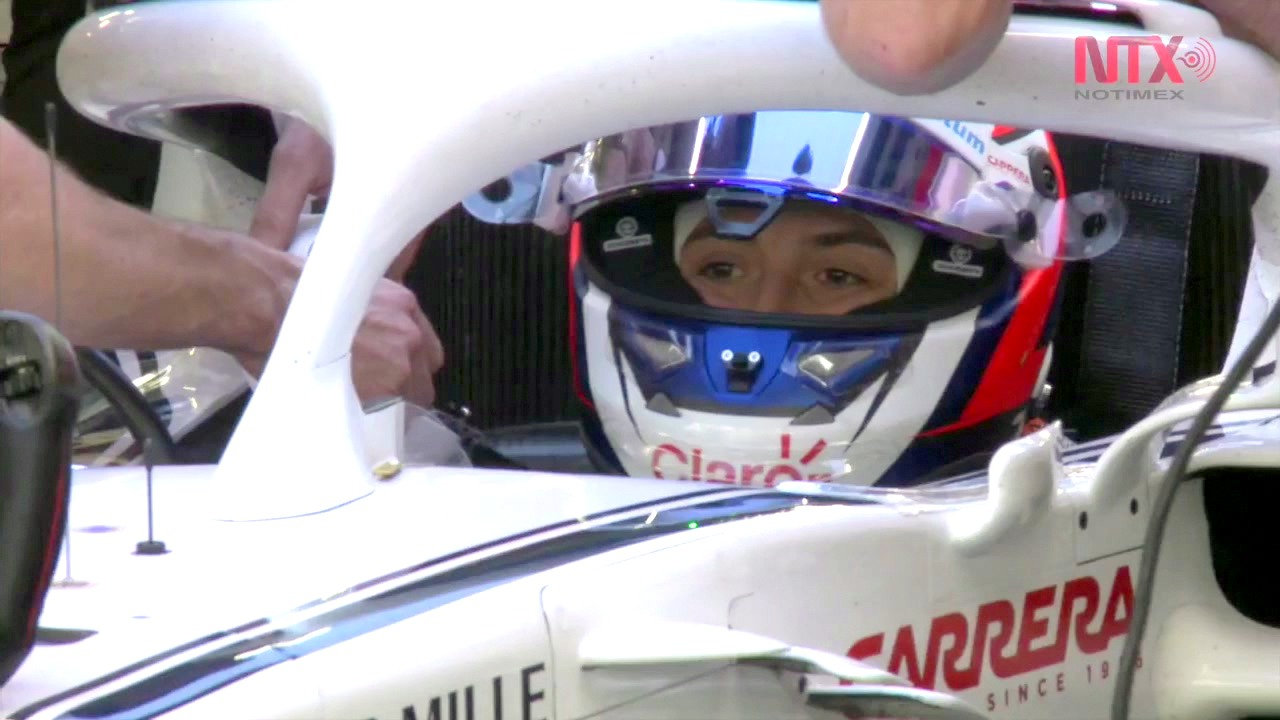
Calderón i cockpit för Alfa Romeo, då Sauber F1

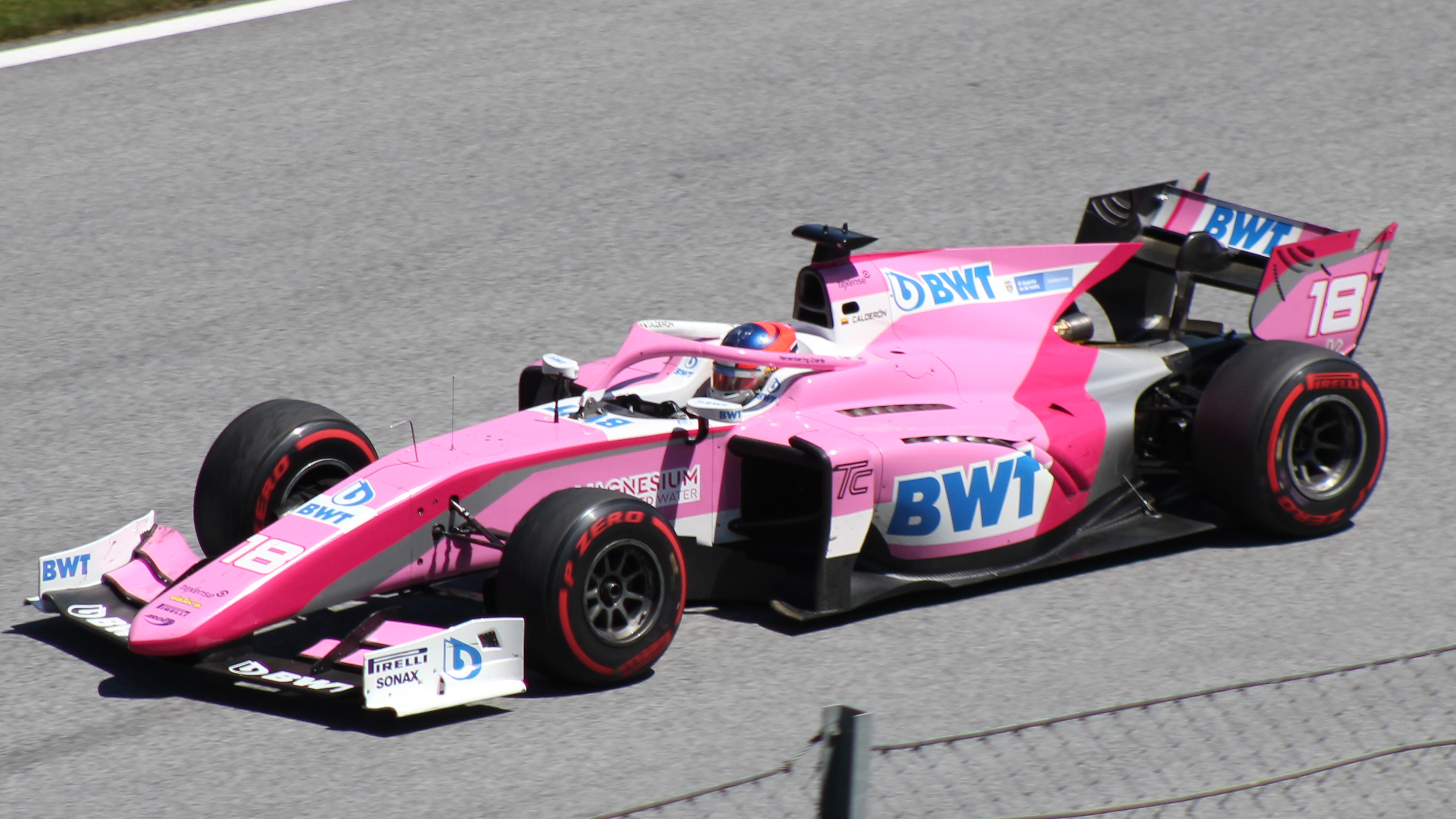
Calderón för BWT Arden i Formel 2 2019

## Racingresultat
| Säsong  | Serie                                    | Stall                              | Lopp                   | Vinster                | Pole                   | Snabbaste varv         | Podium                 | Poäng                  | Position               |
| ------- | ---------------------------------------- | ---------------------------------- | ---------------------- | ---------------------- | ---------------------- | ---------------------- | ---------------------- | ---------------------- | ---------------------- |
| 2009    | Radical European Master Series - SR5     | Hope Pole Vision Racing            | 10                     | 1                      | 0                      | 0                      | 10                     | 240                    | 2                      |
| 2010    | Star Mazda Championship                  | Juncos Racing                      | 13                     | 0                      | 0                      | 0                      | 0                      | 320                    | 10                     |
| 2011    | Star Mazda Championship                  | Juncos Racing                      | 11                     | 0                      | 0                      | 0                      | 2                      | 322                    | 6                      |
| 2011    | European F3 Open                         | Team West-Tec                      | 6                      | 0                      | 0                      | 0                      | 0                      | 2                      | 21                     |
| 2012    | European F3 Open                         | EmiliodeVillota Motorsport         | 16                     | 0                      | 0                      | 0                      | 0                      | 56                     | 9                      |
| 2012    | Formula Renault 2.0 Alps                 | AV Formula                         | 4                      | 0                      | 0                      | 0                      | 0                      | 0                      | 33                     |
| 2013    | FIA Europeiska Formel 3 mästerskapet     | Double R Racing                    | 30                     | 0                      | 0                      | 0                      | 0                      | 0                      | 32                     |
| 2013    | British Formula 3 Championship           | Double R Racing                    | 12                     | 0                      | 0                      | 0                      | 1                      | 79                     | 7                      |
| 2013    | Masters of Formula 3                     | Double R Racing                    | 1                      | 0                      | 0                      | 0                      | 0                      | N/A                    | 20                     |
| 2013    | Toyota Racing Series                     | ETEC Motorsport                    | 15                     | 0                      | 0                      | 0                      | 0                      | 432                    | 12                     |
| 2014    | Formel 3-VM 2014                         | Jo Zeller Racing                   | 33                     | 0                      | 0                      | 0                      | 0                      | 29                     | 15                     |
| 2014    | Macau Grand Prix                         | Mücke Motorsport                   | 1                      | 0                      | 0                      | 0                      | 0                      | N/A                    | 13                     |
| 2014    | Florida Winter Series                    | Ferrari Driver Academy             | 12                     | 1                      | 0                      | 1                      | 1                      | N/A                    | 5                      |
| 2015    | Formel 3-VM 2015                         | Carlin                             | 33                     | 0                      | 0                      | 0                      | 0                      | 0                      | 27                     |
| 2015–16 | MRF Challenge Formula 2000               | MRF Racing                         | 14                     | 1                      | 0                      | 1                      | 7                      | 199                    | 2                      |
| 2016    | GP3 Series                               | Arden International                | 18                     | 0                      | 0                      | 0                      | 0                      | 2                      | 21                     |
| 2016    | Euroformula Open Championship            | Teo Martín Motorsport              | 10                     | 0                      | 0                      | 0                      | 1                      | 66                     | 9                      |
| 2016    | Spanish Formula 3 Championship           | Teo Martín Motorsport              | 6                      | 0                      | 0                      | 0                      | 0                      | 32                     | 6                      |
| 2017    | GP3 Series                               | DAMS                               | 15                     | 0                      | 0                      | 0                      | 0                      | 7                      | 18                     |
| 2017    | World Series Formula V8 3.5              | RP Motorsport                      | 2                      | 0                      | 0                      | 0                      | 1                      | 25                     | 14                     |
| 2018    | GP3 Series                               | Jenzer Motorsport                  | 18                     | 0                      | 0                      | 0                      | 0                      | 11                     | 16                     |
| 2018    | Formel 1-VM 2018                         | Alfa Romeo Sauber F1 Team          | Test/Utvecklingsförare | Test/Utvecklingsförare | Test/Utvecklingsförare | Test/Utvecklingsförare | Test/Utvecklingsförare | Test/Utvecklingsförare | Test/Utvecklingsförare |
| 2019    | Formel 2-VM 2019                         | BWT Arden                          | 22                     | 0                      | 0                      | 0                      | 0                      | 0                      | 22                     |
| 2019    | Porsche Supercup                         | Project 1/FACH                     | 2                      | 0                      | 0                      | 0                      | 0                      | 0                      | -                      |
| 2019    | Formel 1-VM 2019                         | Alfa Romeo F1                      | Testförare             | Testförare             | Testförare             | Testförare             | Testförare             | Testförare             | Testförare             |
| 2019–20 | F3 Asian Championship                    | Seven GP                           | 9                      | 0                      | 0                      | 0                      | 0                      | 31                     | 13                     |
| 2020    | Super Formula 2020                       | Drago Corse with ThreeBond         | 5                      | 0                      | 0                      | 0                      | 0                      | 0                      | 23                     |
| 2020    | European Le Mans Series - LMP2           | Richard Mille Racing Team          | 4                      | 0                      | 0                      | 0                      | 0                      | 19.5                   | 11                     |
| 2020    | 24 Hours of Le Mans - LMP2               | Richard Mille Racing Team          | 1                      | 0                      | 0                      | 0                      | 0                      | N/A                    | 9                      |
| 2020    | WeatherTech SportsCar Championship – GTD | GEAR Racing powered by GRT Grasser | 1                      | 0                      | 0                      | 0                      | 0                      | 15                     | 57                     |
| 2020    | Formel 1-VM 2020                         | Alfa Romeo F1                      | Testförare             | Testförare             | Testförare             | Testförare             | Testförare             | Testförare             | Testförare             |
| 2021    | Super Formula 2021                       | Drago Corse with ThreeBond         | 2                      | 0                      | 0                      | 0                      | 0                      | 0                      | 17*                    |
| 2021    | FIA World Endurance Championship - LMP2  | Richard Mille Racing Team          | 1                      | 0                      | 0                      | 0                      | 0                      | 4                      | 8*                     |
| 2021    | Formel 1-VM 2021                         | Alfa Romeo F1                      | Testförare             | Testförare             | Testförare             | Testförare             | Testförare             | Testförare             | Testförare             |
| Källa:  |                                          |                                    |                        |                        |                        |                        |                        |                        |                        |

* Säsongen är fortfarande pågående

### Star Mazda Championship resultat
| År   | Stall         | 1      | 2      | 3     | 4      | 5      | 6      | 7      | 8     | 9      | 10    | 11    | 12     | 13     | Position | Poäng | Ref    |
| ---- | ------------- | ------ | ------ | ----- | ------ | ------ | ------ | ------ | ----- | ------ | ----- | ----- | ------ | ------ | -------- | ----- | ------ |
| 2010 | Juncos Racing | SEB 20 | STP 19 | LAG 9 | IRP 11 | IOW 12 | NJ1 11 | NJ2 9  | ACC 7 | ACC 11 | TRO 9 | ROA 8 | MOS 16 | ATL 11 | 10       | 320   | [ 18 ] |
| 2011 | Juncos Racing | STP 18 | BAR 3  | IRP 9 | MIL 9  | IOW 5  | MOS 3  | TRO 12 | TRO 8 | SON 5  | BAL 8 | LAG 7 |        |        | 6        | 322   | [ 19 ] |

### FIA Europeiska Formel 3 mästerskapet resultat
| År   | Stall            | Motor      | 1        | 2         | 3        | 4         | 5        | 6        | 7        | 8         | 9         | 10       | 11       | 12       | 13       | 14       | 15       | 16        | 17        | 18        | 19       | 20       | 21       | 22       | 23       | 24       | 25        | 26        | 27       | 28       | 29       | 30        | 31       | 32       | 33        | Position | Poäng | Ref    |
| ---- | ---------------- | ---------- | -------- | --------- | -------- | --------- | -------- | -------- | -------- | --------- | --------- | -------- | -------- | -------- | -------- | -------- | -------- | --------- | --------- | --------- | -------- | -------- | -------- | -------- | -------- | -------- | --------- | --------- | -------- | -------- | -------- | --------- | -------- | -------- | --------- | -------- | ----- | ------ |
| 2013 | Double R Racing  | Mercedes   | MNZ 1 19 | MNZ 2 23  | MNZ 3 21 | SIL 1 22  | SIL 2 19 | SIL 3 15 | HOC 1 26 | HOC 2 26  | HOC 3 23  | BRH 1 22 | BRH 2 25 | BRH 3 20 | RBR 1 21 | RBR 2 20 | RBR 3 17 | NOR 1 Ret | NOR 2 26  | NOR 3 Ret | NÜR 1 22 | NÜR 2 20 | NÜR 3 19 | ZAN 1 21 | ZAN 2 22 | ZAN 3 24 | VAL 1 20  | VAL 2 20  | VAL 3 20 | HOC 1 21 | HOC 2 22 | HOC 3 Ret |          |          |           | 32       | 0     | [ 20 ] |
| 2014 | Jo Zeller Racing | Mercedes   | SIL 1 23 | SIL 2 18  | SIL 3 19 | HOC 1 18  | HOC 2 22 | HOC 3 18 | PAU 1 18 | PAU 2 Ret | PAU 3 15  | HUN 1 20 | HUN 2 15 | HUN 3 16 | SPA 1 15 | SPA 2 5  | SPA 3 17 | NOR 1 Ret | NOR 2 Ret | NOR 3 10  | MSC 1 14 | MSC 2 11 | MSC 3 8  | RBR 1 15 | RBR 2 13 | RBR 3 9  | NÜR 1 Ret | NÜR 2 9   | NÜR 3 8  | IMO 1 9  | IMO 2 14 | IMO 3 Ret | HOC 1 12 | HOC 2 8  | HOC 3 Ret | 15       | 29    | [ 21 ] |
| 2015 | Carlin           | Volkswagen | SIL 1 20 | SIL 2 Ret | SIL 3 22 | HOC 1 Ret | HOC 2 21 | HOC 3 25 | PAU 1 17 | PAU 2 19  | PAU 3 Ret | MNZ 1 17 | MNZ 2 22 | MNZ 3 13 | SPA 1 25 | SPA 2 25 | SPA 3 18 | NOR 1 14  | NOR 2 12  | NOR 3 14  | ZAN 1 19 | ZAN 2 11 | ZAN 3 14 | RBR 1 13 | RBR 2 21 | RBR 3 16 | ALG 1 29  | ALG 2 Ret | ALG 3 15 | NÜR 1 20 | NÜR 2 15 | NÜR 3 Ret | HOC 1 18 | HOC 2 21 | HOC 3 24  | 27       | 0     | [ 22 ] |

### GP3-serien results
| År   | Stall               | 1           | 2           | 3          | 4           | 5          | 6          | 7           | 8          | 9          | 10         | 11         | 12          | 13         | 14         | 15          | 16         | 17          | 18          | Position | Poäng | Ref    |
| ---- | ------------------- | ----------- | ----------- | ---------- | ----------- | ---------- | ---------- | ----------- | ---------- | ---------- | ---------- | ---------- | ----------- | ---------- | ---------- | ----------- | ---------- | ----------- | ----------- | -------- | ----- | ------ |
| 2016 | Arden International | CAT FEA 14  | CAT SPR 18  | RBR FEA 20 | RBR SPR Ret | SIL FEA 17 | SIL SPR 20 | HUN FEA 21  | HUN SPR 21 | HOC FEA 10 | HOC SPR 9  | SPA FEA 14 | SPA SPR Ret | MNZ FEA 10 | MNZ SPR 16 | SEP FEA Ret | SEP SPR 15 | YMC FEA Ret | YMC SPR Ret | 21st     | 2     | [ 23 ] |
| 2017 | DAMS                | CAT FEA 14  | CAT SPR Ret | RBR FEA 13 | RBR SPR 12  | SIL FEA 14 | SIL SPR 15 | HUN FEA Ret | HUN SPR 13 | SPA FEA 16 | SPA SPR 13 | MNZ FEA 7  | MNZ SPR C   | JER FEA 13 | JER SPR 8  | YMC FEA 16  | YMC SPR 15 |             |             | 18th     | 7     | [ 24 ] |
| 2018 | Jenzer Motorsport   | CAT FEA Ret | CAT SPR Ret | LEC FEA 17 | LEC SPR 16  | RBR FEA 12 | RBR SPR 12 | SIL FEA Ret | SIL SPR 10 | HUN FEA 11 | HUN SPR 8  | SPA FEA 10 | SPA SPR 9   | MNZ FEA 15 | MNZ SPR 6  | SOC FEA 10  | SOC SPR 7  | YMC FEA 10  | YMC SPR 8   | 16th     | 11    | [ 25 ] |

### Complete FIA Formula 2 Championship results
| År   | Stall     | 1          | 2          | 3           | 4           | 5          | 6          | 7          | 8           | 9          | 10          | 11         | 12         | 13         | 14         | 15         | 16          | 17        | 18        | 19          | 20         | 21         | 22         | 23         | 24         | Position | Poäng | Ref    |
| ---- | --------- | ---------- | ---------- | ----------- | ----------- | ---------- | ---------- | ---------- | ----------- | ---------- | ----------- | ---------- | ---------- | ---------- | ---------- | ---------- | ----------- | --------- | --------- | ----------- | ---------- | ---------- | ---------- | ---------- | ---------- | -------- | ----- | ------ |
| 2019 | BWT Arden | BHR FEA 13 | BHR SPR 15 | BAK FEA Ret | BAK SPR Ret | CAT FEA 13 | CAT SPR 13 | MON FEA 14 | MON SPR Ret | LEC FEA 11 | LEC SPR 19† | RBR FEA 17 | RBR SPR 13 | SIL FEA 14 | SIL SPR 16 | HUN FEA 16 | HUN SPR Ret | SPA FEA C | SPA SPR C | MNZ FEA Ret | MNZ SPR 14 | SOC FEA 15 | SOC SPR 16 | YMC FEA 16 | YMC SPR 14 | 22       | 0     | [ 26 ] |